# Розенкранц, Ивер
Ивер Эриксен Розенкранц (дат. Iver Rosenkrantz; 5 декабря 1674 — 13 ноября 1745) — датский государственный деятель и землевладелец.
Был сыном Эрика Розенкранца, члена Тайного совета, и его третьей жены Маргарет Краббе. Отец умер, когда Иверу было 7 лет. Представляется, что он получил хорошее образование, впрочем неизвестно где. В 1691 году поступил в только что созданную рыцарскую академию в Копенгагене. Через три года отправился в обязательное путешествие за границу, вернувшись 1697. В январе 1698 года был назначен на пост камерюнкера принцессы Софии Гедвиги.

## Дипломатическая карьера
Король Фредерик IV отправил Розенкранца с дипломатической миссией к Карлу XII, впрочем она оказалась неудачной. В 1702 он получил должность советника служил послом Дании в Англии в 1702—1706 и 1710—1714 годах. По возвращении возглавил Комерцколегиум. Вскоре испортились его отношения с королем и его женой Анной Софией, после чего потерял титулы и был назначен губернатором Виборга. Впрочем Розенкранц оставался в хороших отношениях с братьями и сестрами короля.

## Министр по делам государства
Когда Фредерик IV умер, новый король Кристиан VI сразу же вызвал Розенкранца в Копенгаген, где он стал рыцарем ордена Слона и возглавил два датских канцлерства. Во время вражды между Англией и Францией поддержал Англию. Также отличился своей поддержкой Копенгагенского университета. Освобожден от должности в 1735 году.
В июне 1713 был избран членом Лондонского Королевского общества.

## Семья
Был женат дважды: сначала с Бригиттой, дочерью Фредерика Герсдорф, главного церемониймейстера Равнгольта и Теллес; второй — с Шарлоттой Амалией, дочерью Кристена скила, префекта Вале. От второго брака родился сын по имени Фредерик Кристиан.